# Chalameer
Het Chalameer (Engels: Lake Chala) is een kratermeer in een caldera op de zuidoostelijke helling van de Kilimanjaro en op de grens van Tanzania en Kenia. De Wachagga die op de uitlopers van de Kilimanjaro leven noemen het meer Dschalla.

## Beschrijving
Het meer heeft een oppervlakte van 4,2 vierkante kilometer en is omringd met een 100 meter hoge kraterrand. Het heeft een gemiddelde diepte van 81 meter en de kleur van het water varieert, afhankelijk van het jaargetijde, van donkerblauw tot turquoise en groen. Het meer wordt gevoed door water afkomstig van de Mawenzi, de oostelijke vulkaan van de Kilimanjaro. Het bereikt het meer ondergronds met een hoeveelheid van ongeveer 10 miljoen kubieke meter per jaar.
De vissoort Oreochromis hunteri is endemisch in het meer en is als 'kritiek' (CR of Crittical) opgenomen op de Rode Lijst van de IUCN.

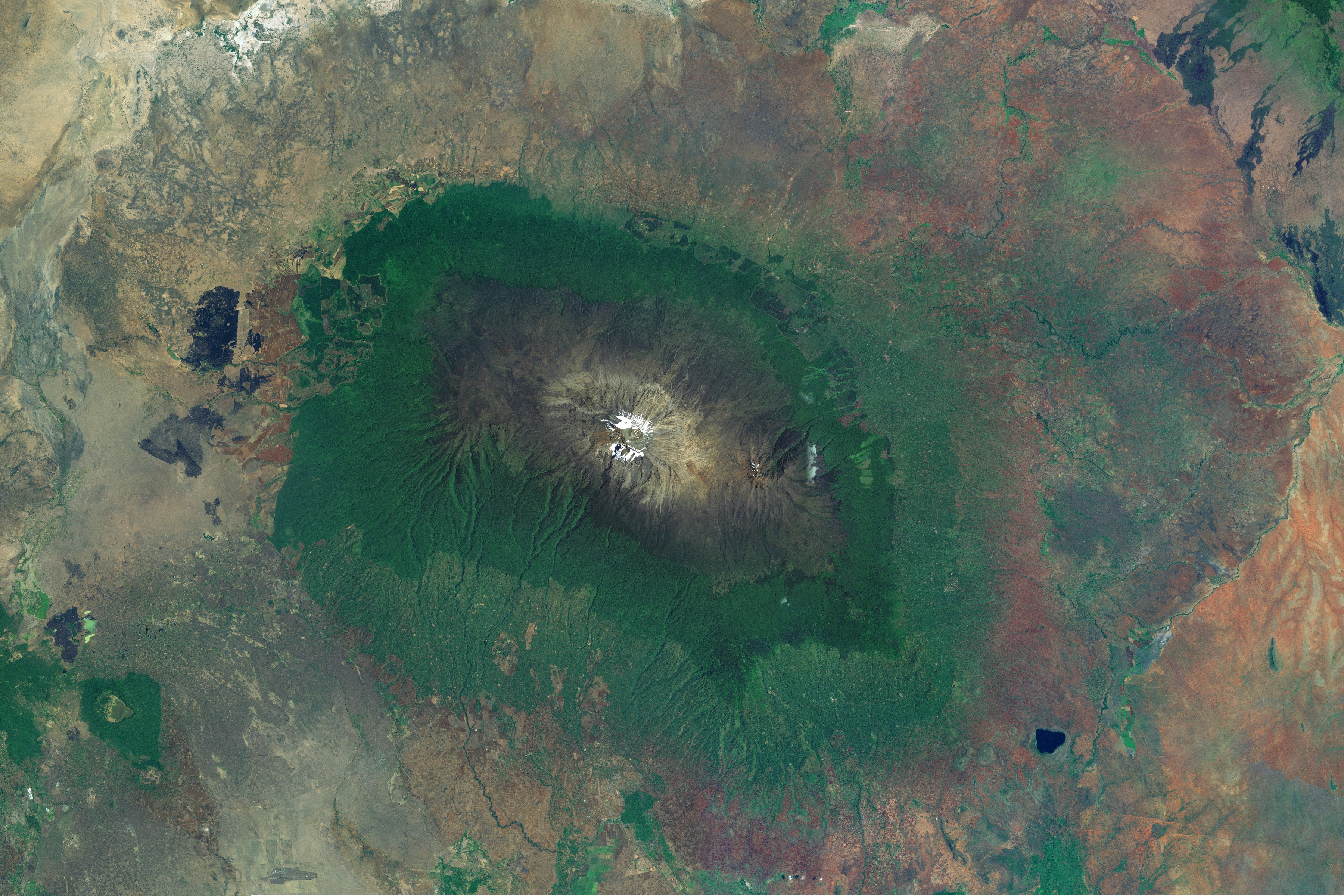
Satellietfoto van de Kilimanjaro met rechtsonder het Chalameer
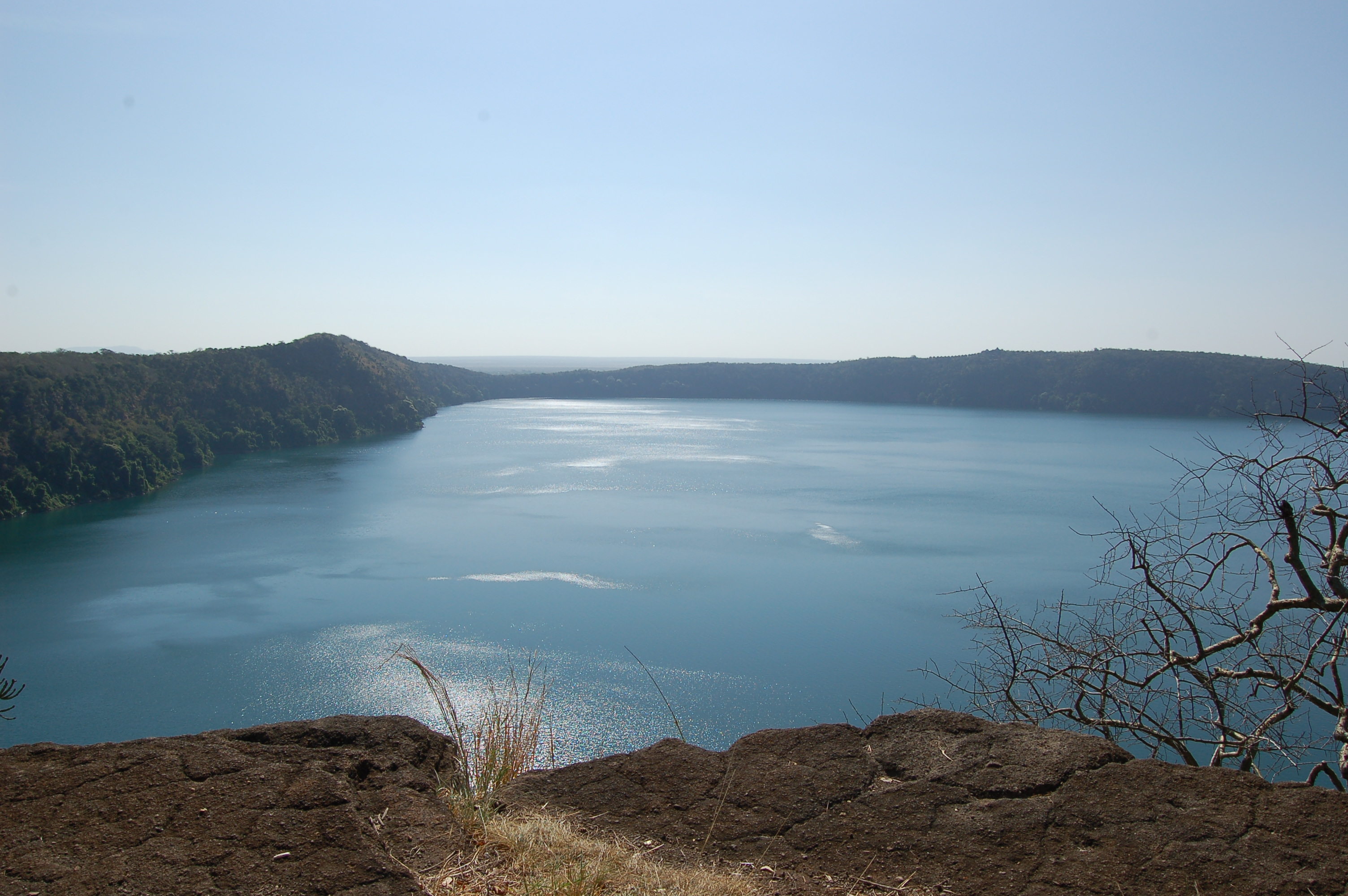
Zicht op het meer

## Geschiedenis
750.000 jaar geleden verwoestte een vulkanische uitbarsting de berg Chala. De kraterrand stortte in en blokkeerde de kraterpijp, waardoor een kratermeer ontstond. Het Chalameer zou dus gevormd zijn na het uitdoven van de Shira, de oudste vulkaan van de Kilimanjaro, maar nog voor de vorming van de Mawenzi en de Kibo, de overige twee vulkanen in het bergmassief.
Het meer werd in 1871 voor het eerst door een Europeaan bezocht. De missionaris Charles New stichtte een missiepost in de omgeving en ontdekte het meer tijdens zijn tweede poging om de berg te beklimmen.

### Legende
Volgens een legende van de Masai bevond zich ooit een dorp op deze locatie, dat werd verzwolgen toen het meer werd gevormd. Het zuchten van de geesten van de verdronkenen zou het geruis rond het meer veroorzaken.